# Strasburgeriaceae
Strasburgeriaceae es el nombre de una familia de plantas de flores con un único género Strasburgeria con dos especies que pertenecen al orden Crossosomatales. Son naturales de las regiones tropicales de Nueva Caledonia.
Son árboles con hojas grandes, pecioladas, alternas, simples, enteras, ovadas y discretamente dentadas. Son hermafroditas con flores solitarias axilares con un pedúnculo corto. El fruto es una cápsula globosa o una baya.

## Especies
- Strasburgeria calliantha
- Strasburgeria robusta